# Црква Сабора српских светитеља у Београду
Црква Сабора српских светитеља је храм Српске православне цркве који се налази у насељу Карабурма у београдској општини Палилула.

## Опште информације
Налази се на адреси Пере Ћетковића 6а у београдском насељу Карабурма. Храм припада архиепископији београдско-карловачкој.
Храм је освештан од стране патријарха Германа 13. новембра 1988. године. Живопис у храму донација је уметника Драгомира Марунића и Николе Лубардића, који су 1966. године урадили и иконе на иконостасу.
Слава цркве је Усековање главе Светог Јована Крститеља.